# Bücherraub
Bücherraub, die Plünderung von Bibliotheken und Archiven, bezeichnet den systematischen Raub von Büchern und Archivalien aus öffentlichen Bibliotheken, Antiquariaten und privaten Sammlungen während der Zeit des Nationalsozialismus.

## Geschichte
Das sog. Dritte Reich sah sich von Juden, Freimaurern, Monarchisten, Immigranten, der Arbeiterbewegung und Kirchen bedroht. Deren Bibliotheken wurden teilweise frühzeitig konfisziert und sollten im Kampf gegen diese spirituellen und ideologischen Gegner genutzt werden. Das Reichssicherheitshauptamt begann 1936, im Keller der Gestapozentrale Emserstraße in Berlin (Sitz der aufgelösten Freimaurerloge Zum großen Licht im Norden) Bücher aus jüdischem und Freimaurer-Besitz zu sammeln. Nach dem Anschluss Österreichs, der Zerschlagung der Tschechoslowakei und insbesondere der Novemberpogrome wurde für die rasch wachsenden Bestände ab 1938 auch das konfiszierte Gebäude der Großen Landesloge der Freimaurer von Deutschland in der Eisenacher Straße als Depot benutzt. Eine eigene Zentralbibliothek sollte später durch das von Franz Six geleitete Amt VII aufgebaut werden. Bis zum Kriegsende wurden zwei bis drei Millionen Bücher, überwiegend Raubgut, zusammengestellt. Nach dem vernichtenden Bombenangriff auf Hamburg Ende Juli 1943 wurde der Bestand zum Schutz vor Angriffen auf diverse Orte verteilt. 400.000 bis 500.000 Bände überstanden den Krieg.

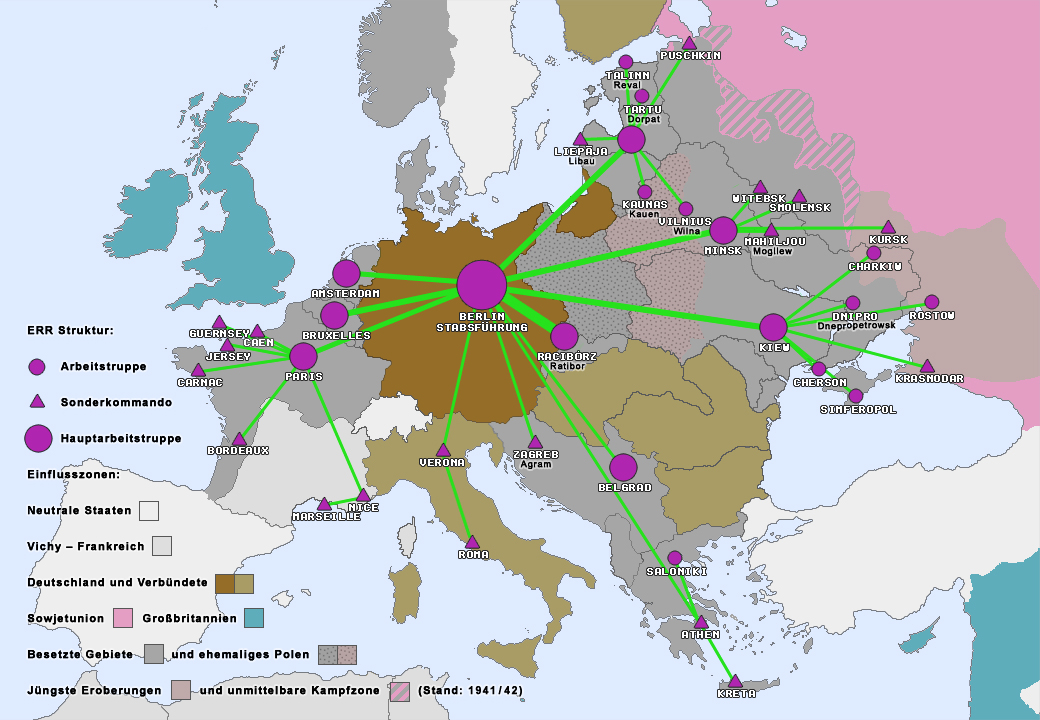
Tätigkeitsgebiet des Einsatzstabes Reichsleiter Rosenberg

Nach der Niederlage Frankreichs erkannte Georg Ebert vom Außenpolitischen Amt der NSDAP, dass große Bibliotheken in Paris – darunter die der Freimaurerloge Grand Orient de France – zurückgelassen worden waren. Gleichzeitig wurde festgestellt, dass jüdische Institutionen in Paris zusammengebrochen waren. Kurz zuvor hatte der Parteiideologe Alfred Rosenberg am 18. Juni 1940 über Martin Bormann Hitler vorgeschlagen, diese Bibliotheken zu beschlagnahmen. Währenddessen entdeckten die Besatzungskräfte große Mengen an Kunst und kulturellen Schätzen, die in französischen Gebäuden zurückgelassen worden waren. Mit Hitlers Zustimmung wurde der Einsatzstab Reichsleiter Rosenberg (ERR) bis Juli 1940 eingerichtet. Da man bald auch zurückgelassene private Bibliotheken beschlagnahmen wollte, teilte Wilhelm Keitel für das Oberkommando der Wehrmacht der Militärverwaltung in Paris mit, dass Übereignungen an den französischen Staat nach der Kriegserklärung Frankreichs vom 1. September 1939 gegenstandslos und rechtsunwirksam seien. Damit war der traditionelle Kunstschutz ausgehebelt und es wurde klar, dass es um rücksichtslose Ausplünderung ging. Der ERR war während des Krieges in allen besetzten Staaten als Wehrmachtsgefolge aktiv und wurde bei der Auffindung und Beschlagnahmung von Gestapo und Sicherheitskräften unterstützt.

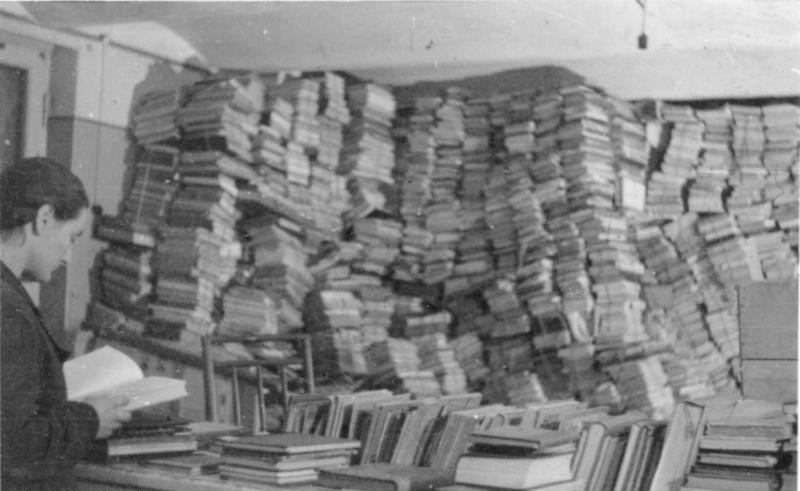
Bücherlager des Einsatzstab Reichsleiter Rosenberg in Riga, 1943

Bücher aus überwiegend jüdischen Bibliotheken in Paris, Brüssel, Amsterdam oder Prag wurden vom ERR für eine Zentralbibliothek der geplanten „Hohen Schule“ zusammengestellt, die nach dem erhofften „Endsieg“ im Zweiten Weltkrieg das Herzstück einer nationalsozialistischen „Eliteforschungsstätte“ werden sollte. Nach dem „Anschluss Österreichs“ im März 1938 wurden im Auftrag des Reichsministeriums für Volksaufklärung und Propaganda etwa zwei Millionen Bände beschlagnahmt. Mit der Leitung einer Sichtungs- und Ordnungsaktion der „Bücherverwertungsstelle Wien“ wurde der Leiter der Erwerbungsabteilung der Deutschen Bücherei Albert Paust beauftragt. Bisher konnten rund 500 Bände identifiziert werden, die aus dieser Quelle in die Deutsche Bücherei gelangten. 1941 wurde in Frankfurt das Institut zur Erforschung der Judenfrage der Hohen Schule als zentrale Sammelstelle für geraubte Judaica mit Wilhelm Grau als Gründungsdirektor eröffnet. Mit Hilfe der Wehrmacht wurde geraubtes Kulturgut nach Frankfurt geschafft. Die Bibliothek umfasste 1943 über 300.000 Bücher. Im Sommer 1943 begann man wegen der Gefahr von Bombenangriffen, Bestände in das Schloss Hungen bei Gießen zu evakuieren. Amerikanische Ermittler schätzten den dortigen Bestand im April 1945 auf 1,5 bis 2,5 Millionen Buchbände.
Die Zentralbibliothek der Hohen Schule (ZBHS) wurde 1939 in Berlin gegründet und von Walter Grothe geleitet. Im Oktober 1942 wurde sie in das Grand Hotel Annenheim bei Villach verlegt. Als das Hotel 1944 in ein Krankenhaus umgewandelt wurde, verlegte man die ZBHS in das Schloss Tanzenberg in Kärnten, wobei verpackte Bücherkisten auch in Annenheim gelagert blieben. 1945 entdeckten britische Truppen das Buchlager mit 500.000 bis 700.000 Bänden, die mehrheitlich aus jüdischem Besitz stammten.
Nach den Bombenangriffen auf Berlin im Frühling 1943 wurden verschiedene Dienststellen des Einsatzstabes Rosenberg nach Ratibor in Schlesien verlegt. Dort befanden sich dann die Bücherleitstelle und Bibliothekszentren für verschiedene Zwecke. Mit dem Vorrücken der Roten Armee sollten die Bestände aus Ratibor nach Lichtenfels und ins Schloss Banz sowie nach Bad Staffelstein in Franken evakuiert werden. Dies gelang nur teilweise.

## Restitution und Verbleib

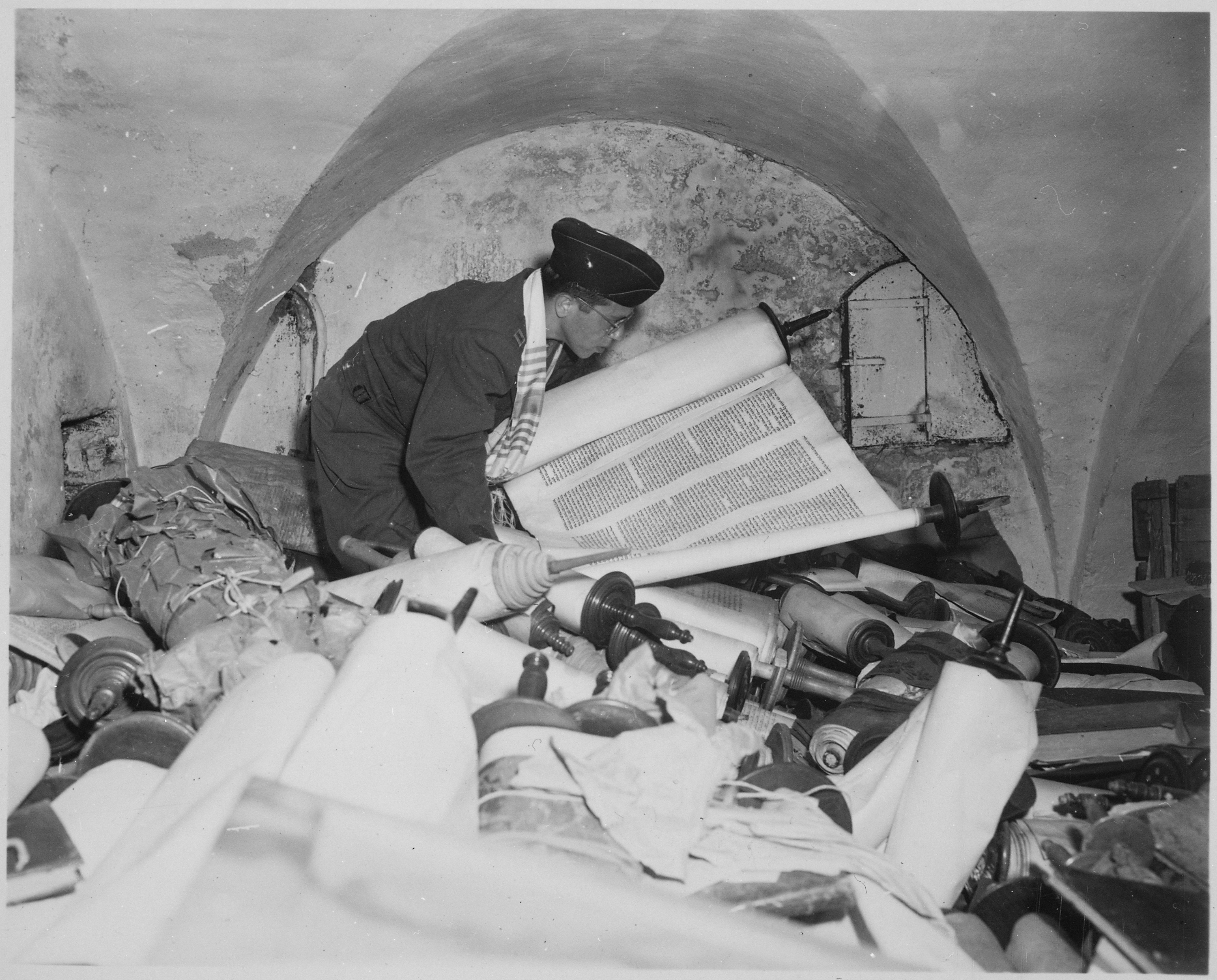
Sichtung von Thora-Rollen im Institut zur Erforschung der Judenfrage, 6. Juli 1945

Offenbach wurde für die amerikanische Besatzungszone ab 1946 mit dem Offenbach Archival Depot zur zentralen Sammelstelle geraubter Bücher. Dort wurden bis 1948 circa 4 Millionen Bände unterschiedlichster Provenienz zusammengeführt.
Der Buchbestand des Reichssicherheitshauptamtes wurde nach dem Kriegsende fast vollständig aus den Lagerstätten in Schlesien nach Moskau gebracht. Einige Freimaurerbücher gingen in den Bestand der Universität Posen.
Bibliotheken aus Deutschland und Österreich arbeiten bei der Provenienzforschung zusammen, um in ihrem Besitz befindliches NS-Raubgut zu ermitteln und an die rechtmäßigen Eigentümer zurückzugeben.

## Juristische Aufarbeitung
Im Nürnberger Prozess gegen die Hauptkriegsverbrecher wurde Alfred Rosenberg unter anderem wegen der Zerstörung und Plünderung von Bibliotheken und Archiven verurteilt. Das Gericht sah darin sowohl Kriegsverbrechen gegen die Gebräuche des Krieges als auch ein Verbrechen gegen die Menschlichkeit.